# 第2次伊藤内閣
第2次伊藤内閣（だいにじ いとうないかく）は、伯爵の伊藤博文が第5代内閣総理大臣に任命され、1892年（明治25年）8月8日から1896年（明治29年）9月18日まで続いた日本の内閣。
伊藤は1896年（明治29年）8月31日に総理大臣を辞任し、同年9月18日に松方正義が組閣するまで枢密院議長の黒田清隆が総理大臣を臨時兼務した。

## 内閣の顔ぶれ・人事

### 国務大臣

#### 伊藤内閣
1892年（明治25年）8月8日任命。在職日数1,485日（第1次、2次通算2,346日）。
| 職名 | 代                 | 氏名               | 氏名               | 出身等                                                 | 特命事項等                          | 備考                                   |
| --- | ------------------ | ------------------ | ------------------ | ------------------------------------------------------ | ----------------------------------- | -------------------------------------- |
| 内閣総理大臣 | 5                  | 伊藤博文           |                    | 旧長州藩 伯爵                                          |                                     |                                        |
| 外務大臣 | 10                 | 陸奥宗光           |                    | 旧紀伊藩 子爵                                          |                                     | 1896年5月30日免                        |
| 外務大臣 | 11                 | 西園寺公望         |                    | 旧公家 侯爵                                            | 文部大臣兼任                        | 1896年5月30日兼                        |
| 内務大臣 | 7                  | 井上馨             |                    | 旧長州藩 伯爵                                          |                                     | 1894年10月15日免                       |
| 内務大臣 | 8                  | 野村靖             |                    | 旧長州藩 子爵                                          |                                     | 初入閣 1894年10月15日任 1896年2月3日免 |
| 内務大臣 | 9                  | 芳川顕正           |                    | 旧徳島藩 子爵                                          | 司法大臣兼任                        | 1896年2月3日兼 1896年4月14日免兼       |
| 内務大臣 | 10                 | 板垣退助           |                    | 旧土佐藩 自由党 伯爵                                   |                                     | 初入閣 1896年4月14日任 自由党総理      |
| 大蔵大臣 | 2                  | 渡辺国武           |                    | 旧諏訪藩 子爵                                          |                                     | 初入閣 1895年3月17日免                 |
| 大蔵大臣 | 3                  | 松方正義           |                    | 旧薩摩藩 伯爵                                          |                                     | 1895年3月17日任 1895年8月27日免        |
| 大蔵大臣 | 4                  | 渡辺国武           |                    | 旧諏訪藩 子爵                                          | 逓信大臣兼任                        | 1895年8月27日兼                        |
| 陸軍大臣 | 3                  | 大山巌             |                    | 旧薩摩藩 陸軍中将 伯爵                                 |                                     | 留任                                   |
| 海軍大臣 | 3                  | 仁礼景範           |                    | 旧薩摩藩 海軍中将 子爵                                 |                                     | 初入閣 1893年3月11日免                 |
| 海軍大臣 | 4                  | 西郷従道           |                    | 旧薩摩藩 国民協会 （海軍中将→） 海軍大将 陸軍中将 伯爵 |                                     | 1893年3月11日任 国民協会会頭           |
| 司法大臣 | 4                  | 山縣有朋           |                    | 旧長州藩 陸軍中将 伯爵                                 |                                     | 1893年3月11日免                        |
| 司法大臣 | -                  | （欠員）           | （欠員）           | （欠員）                                               | （欠員）                            | 1893年3月16日まで                      |
| 司法大臣 | 5                  | 芳川顕正           |                    | 旧徳島藩 子爵                                          | 内務大臣兼任、 文部大臣臨時兼任     | 1893年3月16日兼                        |
| 文部大臣 | 5                  | 河野敏鎌           |                    | 旧土佐藩                                               |                                     | 1893年3月7日免                         |
| 文部大臣 | 6                  | 井上毅             |                    | 旧肥後藩                                               |                                     | 初入閣 1893年3月7日任 1894年8月29日免  |
| 文部大臣 | -                  | 芳川顕正           |                    | 旧徳島藩 子爵                                          | 臨時兼任 （内務、司法大臣兼任）     | 1894年8月29日兼 1894年10月3日免兼      |
| 文部大臣 | 7                  | 西園寺公望         |                    | 旧公家 侯爵                                            | 外務大臣兼任 枢密顧問官、賞勲局総裁 | 初入閣 1894年10月3日任                 |
| 農商務大臣 | 9                  | 後藤象二郎         |                    | 旧土佐藩 伯爵                                          |                                     | 留任 1894年1月22日免                   |
| 農商務大臣 | 10                 | 榎本武揚           |                    | 旧幕臣 海軍中将 子爵                                   |                                     | 1894年1月22日任                        |
| 逓信大臣 | 3                  | 黒田清隆           |                    | 旧薩摩藩 陸軍中将 伯爵                                 |                                     | 1895年3月17日免                        |
| 逓信大臣 | 4                  | 渡辺国武           |                    | 旧諏訪藩 子爵                                          | 大蔵大臣兼任                        | 1895年3月17日兼 1895年10月9日免兼      |
| 逓信大臣 | 5                  | 白根專一           |                    | 旧長州藩                                               |                                     | 初入閣 1895年10月9日任                 |
| 拓殖務大臣 | （拓殖務省未設置） | （拓殖務省未設置） | （拓殖務省未設置） | （拓殖務省未設置）                                     | （拓殖務省未設置）                  | 1896年4月1日設置                       |
| 拓殖務大臣 | 1                  | 高島鞆之助         |                    | 旧薩摩藩 陸軍中将 子爵                                 |                                     | 1896年4月2日任                         |
| 班列 | -                  | 黒田清隆           |                    | 旧薩摩藩 陸軍中将 伯爵                                 | 枢密院議長                          | 1895年3月17日任                        |
| 1. 辞令のある留任は個別の代として記載し、辞令のない留任は記載しない。 2. 臨時代理は、大臣空位の場合のみ記載し、海外出張時等の一時不在代理は記載しない。 3. 代数は、臨時兼任・臨時代理を数えず、兼任・兼務は数える。 |                    |                    |                    |                                                        |                                     |                                        |

#### 黒田内閣総理大臣臨時兼任
1896年（明治29年）8月31日任命。在職日数19日。
| 職名 | 代 | 氏名       | 氏名 | 出身等                                   | 特命事項等                          | 備考            |
| --- | -- | ---------- | ---- | ---------------------------------------- | ----------------------------------- | --------------- |
| 内閣総理大臣 | -  | 黒田清隆   |      | 旧薩摩藩 陸軍中将 伯爵                   | 臨時兼任、 枢密院議長               |                 |
| 外務大臣 | 6  | 西園寺公望 |      | 旧公家 侯爵                              | 文部大臣兼任 枢密顧問官、賞勲局総裁 | 留任            |
| 内務大臣 | 10 | 板垣退助   |      | 旧土佐藩 自由党 伯爵                     |                                     | 留任 自由党総理 |
| 大蔵大臣 | 4  | 渡辺国武   |      | 旧諏訪藩 子爵                            |                                     | 留任            |
| 陸軍大臣 | 3  | 大山巌     |      | 旧薩摩藩 陸軍中将 伯爵                   |                                     | 留任            |
| 海軍大臣 | 4  | 西郷従道   |      | 旧薩摩藩 国民協会 海軍大将 陸軍中将 伯爵 |                                     | 留任            |
| 司法大臣 | 5  | 芳川顕正   |      | 旧徳島藩 子爵                            |                                     | 留任            |
| 文部大臣 | 7  | 西園寺公望 |      | 旧公家 侯爵                              | 外務大臣兼任 枢密顧問官、賞勲局総裁 | 留任            |
| 農商務大臣 | 10 | 榎本武揚   |      | 旧幕臣 海軍中将 子爵                     |                                     | 留任            |
| 逓信大臣 | 5  | 白根專一   |      | 旧長州藩                                 |                                     | 留任            |
| 拓殖務大臣 | 1  | 高島鞆之助 |      | 旧薩摩藩 陸軍中将 子爵                   |                                     | 留任            |
| 1. 辞令のある留任は個別の代として記載し、辞令のない留任は記載しない。 2. 臨時代理は、大臣空位の場合のみ記載し、海外出張時等の一時不在代理は記載しない。 3. 代数は、臨時兼任・臨時代理を数えず、兼任・兼務は数える。 |    |            |      |                                          |                                     |                 |

### 内閣書記官長・法制局長官
1892年（明治25年）8月8日任命。
| 職名 | 代 | 氏名       | 氏名     | 出身等        | 特命事項等     | 備考                     |
| --- | -- | ---------- | -------- | ------------- | -------------- | ------------------------ |
| 内閣書記官長 | 5  | 伊東巳代治 |          | 旧肥前国 男爵 | 枢密院書記官長 |                          |
| 法制局長官 | 3  | 尾崎三良   |          | 旧公家 三條家 |                | 事務引継 1892年8月20日免 |
| 法制局長官 | -  | （欠員）   | （欠員） | （欠員）      | （欠員）       | 1892年9月29日まで        |
| 法制局長官 | 4  | 末松謙澄   |          | 旧豊前国 男爵 | 内閣恩給局長   | 1892年9月29日任          |
| 1. 辞令のある留任は個別の代として記載し、辞令のない留任は記載しない。 2. 臨時代理は、大臣空位の場合のみ記載し、海外出張時等の一時不在代理は記載しない。 3. 代数は、臨時兼任・臨時代理を数えず、兼任・兼務は数える。 |    |            |          |               |                |                          |

### 勢力早見表
※ 内閣発足当初（前内閣の事務引継は除く）。
| 出身藩閥     | 国務大臣 | その他         |
| ------------ | -------- | -------------- |
| 旧公家       | 0        |                |
| 旧薩摩藩     | 3        | 国務大臣のべ4  |
| 旧長州藩     | 3        |                |
| 旧土佐藩     | 2        |                |
| 旧肥前藩     | 0        | 内閣書記官長   |
| 旧幕臣       | 0        |                |
| その他の旧藩 | 2        | 法制局長官     |
| -            | 10       | 国務大臣のべ11 |

## 内閣の動き

### 予算紛議と和衷協同詔勅、自由党との連携
前内閣の第1次松方内閣は、民党が多数を占める衆議院への対応がうまくゆかず、また最終的には元勲が全員閣外に出て閣僚間の統制が取れなくなり総辞職に追い込まれた。1892年（明治25年）8月2日に大命を受けた伊藤は、主だった元勲の入閣を要請、元首相の黒田清隆・山縣有朋や盟友の井上馨、陸海軍大臣を長く務めた大山巌と西郷従道もそれぞれ復帰し、前首相の松方も蔵相として再入閣した（西郷と松方は政権発足から時を置いて復帰）。このため、「元勲内閣」と称された。また、大日本帝国憲法制定に尽力した井上毅・伊東巳代治・金子堅太郎の3人も政府入りさせた（ただし、井上のみ大臣）。
帝国議会の開設以来、山縣、松方両内閣は衆議院で多数派を握った野党勢力（民党）と対立し、法律や予算の成立で苦労を重ねた。伊藤内閣成立後、第4回帝国議会（1892年11月29日召集）における予算審議で、政府原案は海軍拡張や産業振興を主とした積極的な財政投入・増税を盛り込んだ8375万円の規模のものであったが、民党は「民力休養・政費節減」を掲げてこれに反発、軍艦建造費を全額削除するなど予算の1割削減（884万円）を査定した修正案が衆議院を通過した。
1月23日に議会は停会され、閣議などで善後策が協議されたが、伊藤は民党側への歩み寄りを提案した。結局、井上毅が詔勅による政府と議会の和睦の呼びかけにより事態打開を狙うべきとの提言が採用され、2月10日、明治天皇より「和衷協同」詔勅が出される。その後、内廷費300万円と官吏の俸禄1割削減を条件に政府と議会は妥協を成立させ、改めて両者協議の末に歳出8113万円に訂正した予算案を通過させ、28日に閉会、軍艦建造費を確保した政府と発言権を拡大した議会の痛み分けに終わった。
以降、伊藤は民党と連携し、議会に地盤を築くことが安定的な政権運営には不可欠であると認識し、とりわけ自由党（板垣退助総裁）との接近を模索する。自由党側も、単なる政府批判を不毛と考え、板垣総裁と幹部星亨・河野広中・松田正久らは会議で党の基本方針は政府と対決しつつ、政策との一致点があれば協力もすると決議した。一方民党のもう一つの雄である立憲改進党（大隈重信総裁）は引き続き反政府の姿勢の堅持を標榜、自由党を含む民党連合構想を掲げており、両党の足並みがそろわなくなってゆく。
また、官吏の俸禄など憲法第67条に規定されている政府の同意が必要な歳出はしばしば政争の焦点になっていたが、和衷協同詔勅による削減と3272人にもおよぶ大幅な人員削減などの行政整理で170万円捻出した結果、67条論争は止んだ代わりに憲法に書かれていない事柄は政府と議会の協議が暗黙の了解となる慣習が作られ始めた。この慣習の構築には、自由党の政府への接近も絡んでいた。

### 日清戦争
議会閉会後、政府は行政整理や海軍改革（海軍軍令部の設置など）に尽力する一方、7月に陸奥宗光外務大臣は条約改正に乗り出し、青木周蔵駐独公使を通してイギリスとの交渉に入った。だが、内地雑居を解禁する交渉方針に反対する勢力が10月1日に大日本協会を結成、国民協会・改進党・東洋自由党・同盟倶楽部・政務調査会を加えた6団体（対外硬派、硬六派）が中心となって、外国人に対する強硬策（現行条約励行運動）を要求。衆議院においては、自由党が政府寄りの立場をとった他は、総じて硬六派を構成した。
11月28日開会の第5議会において、硬六派は条約励行建議案を提出（12月8日）する一方で、陸奥外相との繋がりが深い自由党の有力議員である星亨衆議院議長の汚職疑惑（星が弁護士として関わっていた相馬事件で不正を働き、株式取引所設置で便宜を図り収賄を行ったとされる疑惑）を攻撃する。この疑惑では、星は議長不信任案の拒否をしたが12月13日に議員除名され、後藤象二郎農商務大臣と斎藤修一郎次官も取引所不正疑惑がかけられ辞職する。一方自由党は硬六派の動きにはくみせず、先の第4議会の和協の詔勅を受けての行政整理の実行を取り扱っていたが、硬六派の条約励行建議案の成立の公算は大きく、英国との交渉に悪影響を生じる可能性があった。可決を阻止したい政府は19日に停会をちらつかせて硬六派に建議案撤回を持ちかけたが、応じなかったため10日間停会、解除された29日に再停会し30日に解散され建議案は廃棄された。会期はわずか32日であった。
年が明けた1894年3月1日に第3回衆議院議員総選挙が行われ、硬六派の中心だった国民協会は与党にもかかわらず政府と外交方針で対立したため支持を得られず議席を半減、議席を増やした改進党が硬六派の主導権を握る。一方の自由党も議席増とはいえ両者は過半数を取れず勢力は拮抗した。3月28日、日本に亡命中の金玉均が朝鮮からの刺客によって暗殺され、硬六派はさらに主張を強める。5月12日に召集された第6特別議会では、内閣弾劾上奏案が上程されたが、自由党ほか小会派が反対に回ったため、僅差で否決される。しかし自由党は別に「内閣の行為に関する上奏案」を委員会に提出、硬六派との審議において、さらに政府の方針を糾弾する修正がなされ、自由党の多数もこれに同調、31日に上奏案は本会議において可決される。収拾がつかないと見た政府は6月2日に会期が1月にも満たないうちに再び衆議院解散した。この政局の間、条約改正交渉は進み、解散で時間稼ぎしたことが幸いして7月16日、日英通商航海条約締結による領事裁判権の撤廃に成功する。
6月に朝鮮半島で起きた甲午農民戦争（東学党の乱）への軍事介入を機に朝鮮の宗主国である清と乱後の対処を巡り対立、8月1日に日清戦争が始まると、9月1日に第4回衆議院議員総選挙が行われ、選挙結果に大きな変化は無かったが、政府は15日に広島へ大本営と帝国議会を移して戦時体制を確立し、10月18日から1週間の会期で開かれた第7回臨時議会は今までと違い予算案や法案が全会一致で可決され挙国一致体制となった。12月から翌1895年3月まで東京で開かれた第8回通常議会も1895年度予算と臨時軍費がスムーズに可決、日清戦争は日本の勝利で終わり1895年4月17日、伊藤と陸奥は日本全権として清国全権李鴻章と下関条約を締結した。この内閣の長期政権化にはこの戦争での勝利の影響が大きい。

### 政治勢力の配置換えへ
だが4月23日の三国干渉、続く10月8日の乙未事変と1896年2月11日の露館播遷によって新たにロシアが朝鮮に進出、日本の朝鮮半島への影響力はむしろ低下し、戦時中の政府と民党の協調関係は次第に崩れていった。このため、伊藤は腹心の陸奥外相と伊東巳代治内閣書記官長を通して自由党の提携に乗り出す。6月15日、対外硬勢力の政友有志会は軍備拡張・還遼問題・朝鮮問題を中心に据えて運動方針を策定したが、自由党はこれらの動きと一線を画することを宣言。7月17日には政府の対外政策への支持を代議士会で表明し、11月22日には政府と自由党との間で提携宣言書が手交される。
自由党との連携によって、続く第9議会（同年12月25日召集、翌1896年3月28日閉会）では政府の議会運営は自由党の協力を得て円滑に進み、陸海軍の更なる拡張や増税など大幅に拡充した予算案が少ない削減だけで済み通過、航海奨励法・造船奨励法・民法・日本勧業銀行法など重要な法案も次々と成立した。一方の対外硬派は団結をすすめ、1896年3月1日、改進党を中心に進歩党（大隈重信党首）を結成した（国民協会は参加せず）。
4月14日には自由党の板垣総裁が内務大臣として入閣、星元議長が駐米大使となり、その他内務省ポストに自由党人が就任するなど、自由党の与党化が進んだ。更に、大隈党首の外相就任による進歩党の与党化も図ったが、板垣が反発する。更に政府内でも、政党との連携を快く思わない勢力が山縣元法相を中心に反発を強めていた。また、松方元蔵相を筆頭とする薩摩閥も進歩党と提携して、伊藤と反目した。伊藤はこれ以上の政権維持は困難であるとみて8月31日に辞職した。伊藤の辞職後は黒田枢密院議長が臨時首相を務め、9月18日に松方が首相復帰、進歩党を与党に迎えて第2次松方内閣が成立する。

## 各方面の政策

### 教育
第1次伊藤内閣での文部大臣森有礼は師範学校令・小学校令・中学校令・帝国大学令などを総称した学校令を公布して教育体系を作り上げたが、各個人の自立を促し実学に興味を示して生産活動に励み、社会活動を通して国家の発展に尽くす人民の成長を目標にした教育は森が暗殺され中断、1893年3月7日から1894年8月29日まで文相となった井上毅（当初は河野敏鎌が文相だったが井上に交代）が森の政策を引き継ぎ、産業発展や国際情勢に対応可能な人材育成へと教育目標の向上に努力した。
井上の教育政策は文相諮問機関として教育高等会議の成立計画、職業に必要な基礎知識を教え未就学者を受け入れる実業補習学校、更に進んだ専門知識を教える職業専門学校である徒弟学校の設立、中学・高校を改編して尋常中学校に実習科目を追加、新たに実科専門の実科中学校も追加、高等中学校を尋常中学校と高等学校に分離・改編する改革を行った。これらの政策は井上の在任中に全て実現したわけではなかったが、森の教育政策を基礎として井上が進学ルートを多く作り出し、それらの学校は人材育成に役立っていった。
伊藤は2度の内閣で森と井上それぞれの教育政策を支持、実学を通した人材育成を重視したが、官僚養成機関である帝国大学にも目を向け、1893年2月の和衷協同詔勅で行政改革が約束されたのを機に帝国大学と私立法学校卒業生が進む官僚への道を改めた。10月に文官任用令を制定してどちらの大学生も官僚になるには高等文官試験を受けるべきとし（それまで帝国大学は無試験で官僚に採用された）、試験に合格しても試補という資格で3年間試用期間を過ごす慣習を廃止し、合格者は直ちに官僚になる、辞職した官僚も政府に再登用される余地を残す（資格任用）など官僚採用枠を広げる制度を推し進めた。それでも帝国大学から猛反発を受け1894年に学生がボイコットする騒動が起きるが、1895年以降試験は実施されて順調に滑り出し、西園寺公望文相による京都帝国大学設置提案（1897年（明治40年）6月に創立）もあって官界の門戸は拡大していった。

### 外交
明治の重要課題であった不平等条約改正は第1次伊藤内閣でも井上馨が外相として外国交渉に努力したが、中途半端な外国との妥協（領事裁判権撤廃と引き換えにした外国人裁判官任用など）が外部に漏れて民党からも政府内部の反対派からも非難され、井上が責任を取り辞職・交渉失敗という苦い経験があった。続く外相達（大隈重信、青木周蔵）も相次いで失敗、第2次伊藤内閣で外相に就任した陸奥宗光は駐独公使に転任した青木を通してイギリスと交渉、他国が交渉に応じなかったという事情もあり、イギリスとの締結による一点突破を図った。
青木とイギリスの交渉は順調に進んだが、そこに硬六派が実現を図る外国人弾圧策が障害になる恐れが浮上した。交渉に水を差されたくない政府は2度にわたる衆議院解散で時間を稼ぎ、空白期間も含めてイギリス交渉を推し進めた結果、1894年7月16日に日英通商航海条約を締結、領事裁判権撤廃に成功した（関税自主権も一部回復）。成功の理由は、日本が富国強兵や文明開化などで国力を蓄え、西洋文明の同化で列強から対等国家として認められたことにあった。
条約改正は現場の青木が働いていて、陸奥は自由党との協調、最初の解散提案などの議会工作および伊藤や青木との折衝が主な仕事だったが、対清外交は甲午農民戦争で混乱した朝鮮へ出兵、清との開戦の口実を設けるべく大鳥圭介駐在朝鮮公使に口実を探るよう命じ、内政の危機を外交で打開しようと手を尽くした。伊藤は陸奥の方針に賛成しつつも戦争へ向かうことに乗り気でなかったが、8月1日に日清戦争が開戦（実際は7月23日に既に始まっていた）すると陸奥や井上と共に戦時体制を整えつつ、井上を朝鮮公使に転属させて内政改革に当たらせた（甲午改革）。開戦直前にロシア・イギリスが清と日本の調停を買って出たが、陸奥はそれを拒み列強の介入を避けた。
1895年4月に下関条約が締結され台湾・遼東半島領有が決まった直後にロシア・フランス・ドイツが組んで日本へ遼東半島返還を勧告した（三国干渉）。列強の干渉は戦時中から陸奥ら政府が予想していた出来事だったが、3ヶ国勧告まで読み切れず、日本の戦力は限界を迎え、清が勧告を口実に条約を破棄する可能性もあったため、勧告を受け入れ返還した。これに民衆が憤り反露感情が高まり、清の弱体化が暴露され列強が進出、対外硬派も政府の攻撃を画策するようになった。
三国干渉後、井上が帰国すると朝鮮が日本の改革を破棄し日本の影響力は排除され、井上の後に公使になった三浦梧楼は勢力挽回を図り10月に閔妃暗殺事件（乙未事変）を起こしたが、1896年2月に高宗がロシア公使館へ遷され（露館播遷）、かえって朝鮮を遠ざけてしまう事態となった。伊藤は日露協商論に転換し山縣を全権としてロシアへ派遣、6月に山縣・ロバノフ協定を結び朝鮮に一定の勢力を保持したが、ロシアや列強が中国分割を推し進める中で日本は取るべき外交について試行錯誤することになる。

### 経済
政府は日清戦争で得られた3億円もの賠償金を元手に積極的な殖産興業・富国強兵を計画した戦後経営に乗り出し、日本は戦争景気に沸いた。1895年に計画され第9議会で可決された1896年度予算案は歳入を酒造税・煙草専売制・営業税・登録税・国債や賠償金で賄い、1億5250万円にも上る歳出は多彩な用途に充てられ、陸軍師団増設、海軍拡張計画を始め八幡製鉄所建設費、官営鉄道建設、電話事業拡大、台湾経営費などにおよんだ。また航海奨励法・造船奨励法による航路開拓・造船など海運発展支援と輸出奨励、日本勧業銀行法など特殊銀行設立による台湾経済の発展を推し進める端緒もこの時期に始められた。
1894年1月22日に後藤象二郎農商務大臣と斎藤修一郎次官が不正疑惑で辞任、榎本武揚が大臣になり金子堅太郎が次官に就任すると、農商務省も商業組織の創立を計画、八幡製鉄所の設立準備に製鉄事業調査会を立ち上げ、日本の発展に商工国家を目指すべきと提案、政府の経済諮問会議として農商工高等会議開催に尽力するなど積極的に日本経済の方針に関わった。
戦後経営は歳入・歳出のバランスが大きく崩れて国債・外債に頼る赤字財政に嵌った、進出した海外市場で欧米・中国系商人との対立を生み出すなどマイナスも多く見られたが、好景気に沸いた日本は工業生産を大きく伸ばし、生産増に伴う海外への輸出、企業の急成長など日本の繁栄が見られたことも確かであり、第2次伊藤内閣退陣後も1897年（明治30年）で金本位制へ移行、1901年（明治34年）の八幡製鉄所操業などで日本は工業国家として歩みを進めていった。

## 備考
- 1892年11月27日、伊藤首相が乗っていた人力車が馬車と衝突して大破するという交通事故が起き、転落した伊藤が重傷を負ったために井上馨内務大臣が首相臨時代理に就任、翌1893年（明治26年）2月7日まで務めた。